# 죽음 전의 키스 (1991년 영화)
《죽음 전의 키스》(영어: A Kiss Before Dying)는 미국에서 제작된 제임스 디어든 감독의 1991년 범죄 미스터리 스릴러 네오누아르 영화이다. 아이라 레빈의 동명 소설이 원작이다. 맷 딜런 등이 출연하였고, 로버트 로런스 등이 제작에 참여하였다.

## 출연진
- 맷 딜런
- 숀 영
- 막스 폰쉬도브
- 다이앤 래드
- 제임스 루소
- 벤 브라우더
- 애덤 호러비츠

## 기타 제작진
- 협력 제작: 크리스 톰프슨
- 배역: 빌리 홉킨스
- 미술: 짐 클레이
- 의상: 마릿 앨런